# Malý Háj
Malý Háj (německy Kleinhan) je osada města Hora Svaté Kateřiny v okrese Most v Ústeckém kraji. Nachází se zhruba 3 km na jih od Hory Svaté Kateřiny v nadmořské výšce 835 metrů. Osada se rozkládá podél silnice III/25220 z Hory Svaté Kateřiny přes Svahovou a Boleboř do Jirkova. Z původní zástavby zůstal stát jen kostel s farou a několik domů.

## Název
Původní název vesnice Stolzenhan je složen ze dvou slov. První část stolz pochází ze střední horní němčiny a znamená zpupný nebo nádherný. Druhé slovo hain (háj) je staročeským označením pro panský les. Pojmenování Kleinhain se objevilo až na konci 18. století. V historických pramenech se jméno vyskytuje ve tvarech: zu Stolczenhain (1383), Sstolezenhan (1542), Sstolezhan (1555), Sstolczenheim (1606), Stoltzen Hahn (1651), Stolzenhan a Kleinhan (1787).

## Historie
Nejstarší písemná zmínka o Malém Háji pochází až z roku 1549, kdy zdejší území patřilo k panství Červený Hrádek u Jirkova. Oblast byla kolonizována osadníky z Vestfálska na počátku 16. století. Tak vznikla nejen osada Malý Háj, ale i Rudolice v Horách. Noví obyvatelé se živili výrobou dřevěného uhlí. Zpracováním dřeva se obyvatelstvo živilo i v následujících staletích. Dřevo se vyváželo i do sousedního Saska. Malý Háj zůstal součástí červenohrádeckého panství až do zrušení poddanství v roce 1848.
Od roku 1896 patřil Malý Háj k Rudolicím v Horách jako jeho osada. V roce 1953 se Malý Háj a Rudolice v Horách staly osadami Hory Svaté Kateřiny.
Po válce byly opuštěné objekty demolovány, takže dnes tvoří Malý Háj jen několik domů, které slouží především k rekreaci.

## Pamětihodnosti
- Klasicistní kostel Nejsvětější Trojice dokončený roku 1783 byl původně filiální kostel svatokateřinského kostela, v roce 1791 se stal lokálií a v roce 1852 byl povýšen na farní kostel. Po druhé světové válce a odsunu Němců kostel chátral. Byl opraven až v 90. letech 20. století. Hlavní oltář, kazatelna a varhany pocházejí ze zrušeného kláštera v Lounech. U kostela se nachází i fara a hřbitov s márnicí.
- Pomník obětem druhé světové války z roku 1991, který upomíná na poválečnou tragédii z června roku 1945, kdy bylo zastřeleno 8 německých obyvatel.
- Východně od Malého Háje se nachází vyhlídková Eduardova skála (908 m), které se v minulosti říkalo také Eduardův kámen. Z vrcholu je dobrý rozhled, zejména na obě osady a Horu Svaté Kateřiny.

## Obyvatelstvo
Při sčítání lidu v roce 1921 zde žilo 109 obyvatel (z toho 54 mužů), kteří byli kromě jednoho cizince německé národnosti a všichni patřili k římskokatolické církvi. Podle sčítání lidu z roku 1930 měla vesnice 93 obyvatel německé národnosti, kteří se hlásili k římskokatolické církvi.
|                                                                              | 1869 | 1880 | 1890 | 1900 | 1910 | 1921 | 1930 | 1950 | 1961 | 1970 | 1980 | 1991 | 2001 | 2011 |
| ---------------------------------------------------------------------------- | ---- | ---- | ---- | ---- | ---- | ---- | ---- | ---- | ---- | ---- | ---- | ---- | ---- | ---- |
| Obyvatelé                                                                    | 142  | 101  | 108  | 110  | 124  | 109  | 93   | 15   | 11   | 17   | 7    | 3    | 5    | 9    |
| Domy                                                                         | 28   | 30   | 21   | 22   | 23   | 22   | 21   | 8    | .    | 4    | 2    | 1    | 3    | 4    |
| Počet domů z roku 1961 je zahrnut v domech místní části Hora Svaté Kateřiny. |      |      |      |      |      |      |      |      |      |      |      |      |      |      |